# Peshat
Peshat (anche P'shat, ebraico: פשט) è uno dei quattro metodi classici di esegesi biblica ebraica usata dai rabbini e studiosi biblici ebrei per la Bibbia ebraica, nota come Tanakh. 
Peshat fa parte di un gruppo di metodi noti col nome di Pardes.  Mentre Peshat viene comunemente definita come riferentesi alla "superficie" o al significato letterale di un testo , numerosi studiosi e rabbini hanno dibattuto in merito a ciò per secoli, assegnando a Peshat molte definizioni e usi.
Peshat, nell'ambito dei quattro metodi che formano il Pardes, viene spesso definita con "semplice", facendo riferimento alla sua tendenza di descrivere il significato del testo apparente in maniera sommaria, superficiale, considerando le espressioni idiomatiche e concentrandosi soprattutto sull'interpretazione letterale. Lo si considera un metodo molto diretto di leggere e capire il testo biblico. Peshat si differenzia quindi dagli altri tre metodi del Pardes - Drash, Remez e Sod, che cercano ciò che è "nascosto" nel testo.